# Je sais rien, mais je dirai tout
Cet article possède un paronyme, voir Je ne sais rien... mais je dirai (presque) tout.
Pour plus de détails, voir Fiche technique et Distribution.
Je sais rien, mais je dirai tout est une comédie française réalisée par Pierre Richard en 1973.

## Synopsis
Pierre Gastié-Leroy est le fils du richissime directeur d'une usine de fabrication d'armes. Malgré ses parents, deux oncles généraux et un parrain évêque, qui essayent de lui inculquer les valeurs rigides de son niveau social, Pierre est un doux rêveur, antimilitariste, éducateur social qui rêve de sauver trois jeunes voyous, ses « p'tits gars » à la limite de la délinquance. 
Après plusieurs échecs retentissants qui l'ont conduit en prison, Pierre est sommé par son père d'entrer dans son usine afin d'en diriger le service social. Fatigué par la vénalité de son père et les bêtises des « p'tits gars », Pierre les fait embaucher à l'usine. Ils s’amusent à y semer la zizanie, en faisant de l’excès de zèle pour convaincre les contremaîtres d’augmenter les cadences de travail, en dénonçant les meneurs syndicaux, en déjouant une grève et, finalement, en volant 499 chars pour les revendre au marché noir. Une démonstration de nouveaux missiles télécommandés en présence du ministre de la Défense tourne au fiasco. 
Blessé dans son orgueil, Gastié-Leroy père veut montrer la fiabilité de son produit et dirige inconsciemment le tir vers sa propre usine à l'ineffable bonheur de Pierre, qui éclate alors d'un fou rire interminable.

## Fiche technique
- Réalisation : Pierre Richard
- Scénario, adaptation et dialogues : Pierre Richard, Didier Kaminka
- Directeur de la photographie : Pierre Lhomme
- Montage : Yann Dedet assisté de Bernard Dubois
- Son et mixages : Bernard Aubouy
- Décors : Maurice Sergent
- Musique : Michel Fugain et le Big Bazar, orchestration Jean Bouchéty
- Conseiller technique : Marco Pico
- Sociétés de production : Les Films Christian Fechner, Renn Productions
- Producteurs : Henri Brichetti et Bernard Artigues
- Tournage : château de Théméricourt dans le Val-d'Oise
- Format : 35 mm — couleur Eastmancolor et un peu noir et blanc Ratio 1,66:1 — Mono
- Genre : comédie
- Durée : 78 minutes
- Date de sortie : 6 décembre 1973 (France)

## Distribution
- Pierre Richard : Pierre Gastié-Leroy, jeune éducateur social
- Bernard Blier : M. Gastié-Leroy, directeur de l'usine et père de Pierre
- Didier Kaminka : Didier, cas social
- Luis Rego : Luis, cas social
- Georges Beller : Georges, cas social
- Pierre Tornade : Le commissaire de police
- Daniel Prévost : Morel, policier
- Danielle Minazzoli : Danou, l'infirmière
- Nicole Jamet : Nicole, collègue infirmière
- Robert Davain: L'ouvrier dont les infirmières bandent la tête
- Hélène Duc : Mme Gastié-Leroy, mère de Pierre
- Francis Lax : Antoine, militaire aux services des Gastié-Leroy
- Pierre Repp : Vernier, secrétaire du directeur de l'usine
- Jean Obé : Oncle Léon, l'évêque, parrain de Pierre
- André Thorent : Oncle Jean
- Michel Delahaye : Oncle Paul
- Éric Burel : Pierre enfant
- Bernard Haller : L'employé de la caisse de chômage
- Xavier Depraz : Le général Deglane
- Jean Saudray : Morin
- François Cadet : Félix
- Victor Lanoux : l'ouvrier faisant équipe avec Pierre déguisé
- Teddy Vrignault : Staflikevitch, le Bulgare
- André Gaillard : L'employé de la sécurité sociale
- France Rumilly : Laurence Deglane
- Jean Mermet : Le surveillant-chef
- Bernard Musson : Le chef du personnel
- Ibrahim Seck : L'immigré portugais
- Michel Tugot-Doris : Gérard
- Marcel Gassouk : Un ouvrier
- Jean Bouchaud : Un agent du commissariat
- Gérard Croce : Un agent du commissariat
- François Robert : Un agent du commissariat
- Gilbert Servien : Un agent du commissariat (non crédité)
- Alice Reichen : Marie
- Mado Maurin : La mère à la sécurité sociale
- Xavier Gélin : Son fils (non crédité)
- Serge Berry : Le ministre
- Annick Berger : Mauricette
- Serge Bourrier
- Robert Lorella
- Bernard Charlan : (coupé au montage)
- Roger Lumont : (coupé au montage).
- Les Charlots : les bidasses (non crédités)
- Christiane Minazzoli : (non créditée)

## Anecdotes
(novembre 2024).
Le film débute par une citation du général Poizerot : « Ce n'est pas parce qu'on leur vend des armes qu'on leur dit de tirer ! » En effet, l'histoire dépeint un homme qui s'enrichit de la fabrication et la vente d'armes militaires aussi bien auprès des Israéliens que des Égyptiens. Aussi, en campant le rôle de Pierre Gastié-Leroy (fils du patron de l'usine), Pierre Richard dénonce, à la fois, le militarisme, le racisme, le financement des conflits dans le monde et surtout l'enrichissement qui en résulte pour certains.
Lors de la scène d'ouverture, Pierre Gastié-Leroy siffle l'air de Le Bon, la Brute et le Truand tout en roulant une cigarette. Plus tard, lorsqu'il se fait passer pour un peintre dans l'usine (pour espionner ses « p'tits gars »), il se met à fredonner la chanson 'O sole mio (qui a également été adaptée aux États-Unis par Elvis Presley sous le titre It's Now or Never) au moment où il se retrouve à peindre une grosse pièce fabriquée avec l'ouvrier faisant de nouveau équipe avec lui.
C'est le second film dans lequel Pierre Richard conserve son véritable prénom pour son personnage, après Le Distrait (1970). Ce sera le cas de nombreuses fois dans La moutarde me monte au nez (1974), La Course à l'échalote (1975), Je suis timide mais je me soigne (1978), C'est pas moi, c'est lui (1980), Un chien dans un jeu de quilles (1983) et Un profil pour deux (2017). Il se fera également appeler Pierrot dans Les Vieux Fourneaux (2018).
Luis Rego, Didier Kaminka, Georges Beller, Nicole Jamet et Danièle Minazzoli conservent eux-aussi leurs prénoms dans le film. Luis Rego, ancien membre du groupe Les Charlots (auparavant Les Problèmes, accompagnateurs d'Antoine), est présent sur l'ensemble du film. Le reste du groupe n’apparaît qu'en clin d'œil à la fin du film et en costume de bidasse en référence au film qui les a fait connaître, Les Bidasses en folie.

## Bande originale
Composée par Michel Fugain et le Big Bazar, les principales chansons du film, Les gentils, les méchants et Le chevalier des causes perdues, sortiront également dans un de leurs albums intitulé Fugain et le Big Bazar - numéro 2 (1973).